# Batalha de Sadá
Batalha de Sadá (Sa'dah) eclodiu em março de 2011 entre os insurgentes hutis e as forças tribais leais ao presidente iemenita Ali Abdullah Saleh na cidade de Sadá, no norte. Após dias de fortes confrontos, os hutis conseguiram capturar toda a província de Sadá, incluindo sua capital provincial, e estabeleceram uma administração independente, marcando assim a primeira província do Iêmen a abandonar o controle do governo central desde que uma revolta nacional começou em 2011.

## Antecedentes
Em fevereiro de 2011, após o sucesso da Revolução Egípcia e da Revolução Tunisiana, a Primavera Árabe se espalhou para muitos países, incluindo o Iêmen. Os houthis, oficialmente conhecidos como Ansar Allah, declararam seu apoio ao levante iemenita de 2011 contra Ali Abdullah Saleh e uma grande multidão de seguidores houthis se uniu aos protestos no décimo dia. Durante fevereiro e março, milhares de manifestantes realizavam marchas semanais na cidade de Sadá, desde os portões da cidade velha até os quartéis de segurança do exército de Saleh.
Enquanto isso, os confrontos começaram em janeiro nos arredores da cidade de Sadá, entre os Houthis e a tribo Alabedim, liderados pelo xeique Uthman Mujalli, um chefe tribal anti-houthi. Mujalli também foi um parlamentar da província de Sadá, representando o partido governante Congresso Geral do Povo. Poucas semanas após o início dos confrontos, o movimento de protesto estudantil iniciado na capital Sana'a logo se espalhou para outras partes do Iêmen. Os rebeldes houthis começaram a colocar cerco a Mujalli e seus seguidores. Mais tarde, o governo da província de Sadá ficou sob crescente pressão à medida que os protestos contra o governo cresceram, bem como o colapso gradual da segurança local.

## Tomada de Sadá
Em 18 de março, franco-atiradores do governo dispararam contra um protesto na capital iemenita Sana'a, no que ficou conhecido como "Massacre de Karama", que provocou indignação em todo o país e uma série de deserções do governo.
Em resposta ao evento sangrento, os combatentes houthis invadiram a cidade de Sadá no dia 19 de março, supostamente explodindo casas e infligindo pesadas baixas civis. Isso levou a um intenso conflito com as tribos de Al Abdin, nas quais 45 pessoas foram mortas e 13 casas foram destruídas. Os Houthis atacaram o sitio militar de Telmus, com vista para a cidade, e capturaram várias metralhadoras, projéteis de morteiro, armas e tanques. Os rebeldes houthis prevaleceram nos combates e incendiaram a casa do xeique Mujalli, destruindo todos os seus bens e confiscando dezesseis carros. O governador de Sadá, Taha Hajer, em seguida fugiu da província para Sana'a e a polícia abandonou seus postos. Posteriormente, todos os líderes do quartel-general do exército de Sadá entregaram seus equipamentos e bases militares ao grupo houthi.
Em 27 de março, os rebeldes houthis estavam no controle total da cidade, administrando e controlando todas as instalações do governo e postos de controle e dominando todas as entradas da cidade.

## Resultado
Em 26 de março, o comandante de campo dos houthis, Abu Ali al-Hakim, nomeou Fares Mana'a, um dos traficantes de armas mais importantes do Oriente Médio e ex-aliado de Saleh como governador de Sadá. Mana'a rompeu com Saleh depois que ficou preso por meses em Sana'a e resignou do partido Congresso Geral do Povo para unir forças com os houthis, juntamente com vários outros políticos importantes de Sadá. Mais tarde, os Houthis proclamaram uma administração separada totalmente independente do governo do Iêmen, composto por rebeldes, residentes e comandantes militares desertados.
A conquista de Sadá pelos houthis resultou em mais de um ano e meio de relativa paz e estabilidade na província. Desde então, a província de Sadá também se tornou famosa como um reduto dos Houthis, onde se acredita que líderes importantes como Abdulmalik al-Houthi ali residam.